# Perospiron
{{Drugbox-lat
| verifiedrevid = 437188936
| IUPAC_name = (3aR,7aS)-2-{4-[4-(1,2-benzizotiazol-3-il)piperazin-1-il]butil}heksahidro-1H-izoindol-1,3(2H)-dion
| image = Perospirone.png
| width =
| image2 =
| width2 =
| tradename = Lulan
| Drugs.com = Internacionalno ime leka
| pregnancy_category = 
| legal_status = Rx-only
| routes_of_administration = Oralnot
| bioavailability = 
| metabolism = 
| elimination_half-life = 2-2,5 sata
| excretion =
| CAS_number_Ref =  
| CAS_number = 150915-41-6
| ATC_prefix = none
| ATC_suffix = 
| PubChem = 115368
| IUPHAR_ligand =
| ChEMBL_Ref =
| ChEMBL =
| DrugBank_Ref =
| DrugBank =
| ChemSpiderID_Ref =  
| ChemSpiderID = 16737064
| UNII_Ref =  
| UNII = N303OK87DT
| C=23 | H=30 | N=4 | O=2 | S=1 
| molecular_weight = 426,57 g/mol
| smiles = O=C4N(CCCCN1CCN(CC1)C\3=N\SCc2ccccc2/3)C(=O)[C@@H]5CCCC[C@H]45
| StdInChI_Ref =  
| StdInChI = 1S/C24H32N4O2S/c29-23-20-9-3-4-10-21(20)24(30)28(23)12-6-5-11-26-13-15-27(16-14-26)22-19-8-2-1-7-18(19)17-31-25-22/h1-2,7-8,20-21H,3-6,9-17H2/t20-,21+
| StdInChIKey_Ref =  
| StdInChIKey = GTAIPSDXDDTGBZ-OYRHEFFESA-N
}}
Perospiron (Lulan) je atipični antipsihotik iz azapironske hemijske klase. Njega je razvila japanska kompanija Dajnipon sumitomo farma 2001 za lečenje šizofrenije i akutne bipolarne manije. Perospiron deluje kao parcijalni agonist 1A receptora, inverzni agonist 2A receptora i antagonist D2, D4 i α1-adrenergičkog receptora.

## Spoljašnje veze
|  | Molimo Vas, obratite pažnju na važno upozorenje u vezi sa temama iz oblasti medicine (zdravlja). |